# Hotel Ukrajina
Das Hotel Ukrajina (ukrainisch готель Україна/ russisch Гостиница Украина) ist ein 4-Sterne-Hotel am Majdan Nesaleschnosti in der ukrainischen Hauptstadt Kiew. Der 66 Meter hohe Hotelbau ist ein wichtiges architektonisches Element im Zentrum von Kiew gegenüber dem Oktober-Palast.

## Geschichte

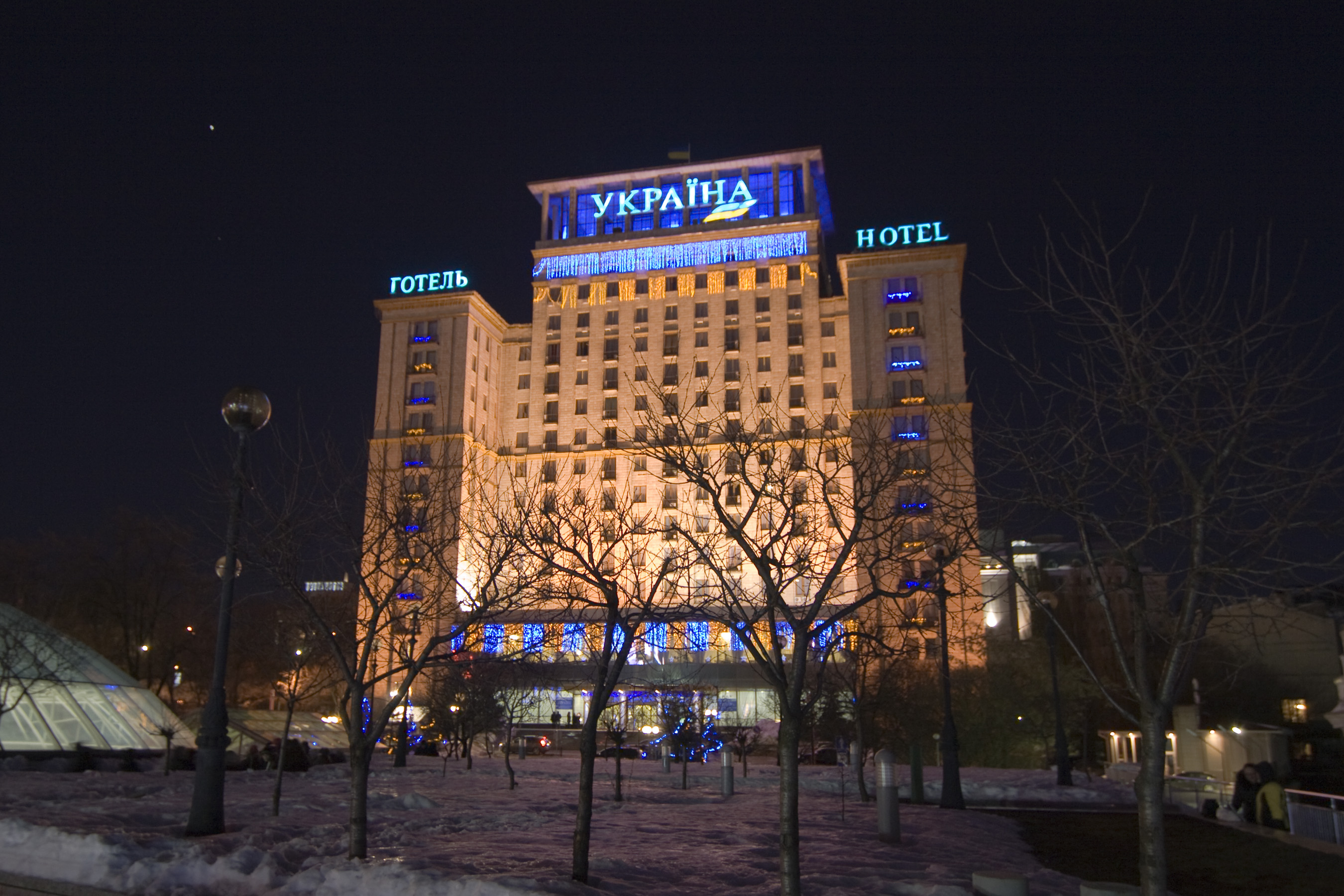
Hotel „Ukrajina“ bei Nacht

Das Bauwerk wurde anstelle des im Zweiten Weltkrieg stark beschädigten Hochhauses „Ginsburg“, einem Appartementhaus, das seit 1912 bestand und seit 1928 das höchste Haus in der Sowjetunion war, erbaut.
Die Konstruktion des 16-stöckigen Hotelbaus mit 375 Zimmern begann 1955 und wurde mit der offiziellen Eröffnung am 28. September 1961 abgeschlossen. Der Architekt des Gebäudes war der Ukrainer Anatolij Wolodymyrowytsch Dobrowolskyj.
Zu Ehren des 10. Jahrestages der Unabhängigkeit der Ukraine erfolgte 2001 die Umbenennung des Gebäudes von „Hotel Moskau“ in „Hotel Ukrajina“.

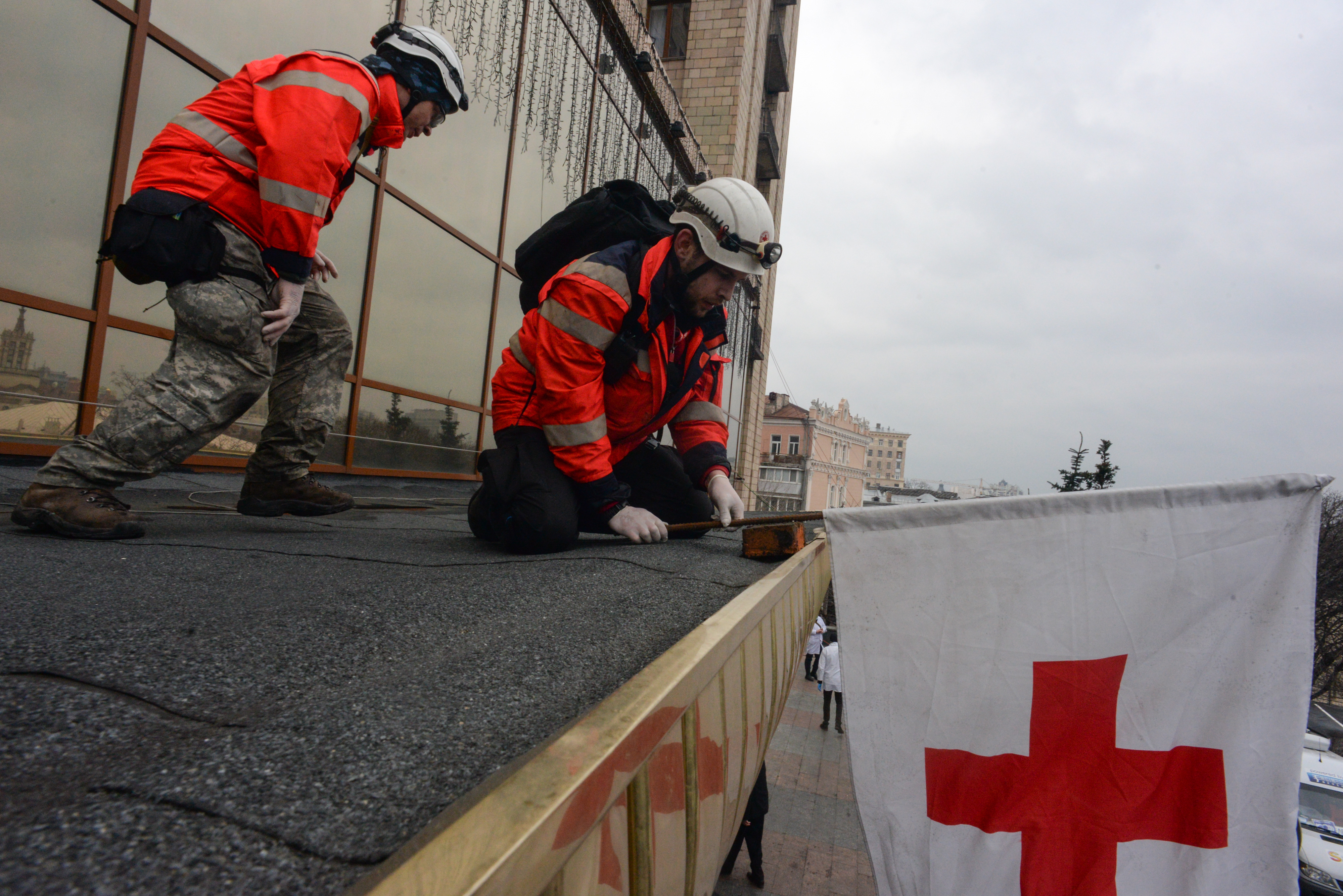
Im Februar 2014 wurde das Hotel kurzfristig zum Krankenhaus

Während der Ereignisse im Rahmen des Euromaidan waren viele internationale Medienvertreter im Hotel untergebracht. Am 20. Februar 2014 stand das Hotel zeitweise im Zentrum der eskalierenden und gewalttätigen Auseinandersetzungen, es wurden dort Tote aufgebahrt und Verletzte behandelt.